# Paul Berkowitz
Paul Berkowitz (* 16. Oktober 1948 in Montreal) ist ein kanadischer Pianist und Musikpädagoge.

## Leben
Berkowitz begann im Alter von sechs Jahren Klavier zu spielen. 1960 wurde Dorothy Morton seine Lehrerin, die ihn bis 1965 privat, danach bis 1970 als Student der McGill University unterrichtete. Zwölfjährig trat er in einem Galakonzert mit dem CBC Symphony Orchestra zu Ehren der Queen Mum auf, das im Fernsehen übertragen wurde. Danach hatte er mehrere Auftritte mit dem Montreal Symphony Orchestra.
Am Curtis Institute of Music in Philadelphia setzte Berkowitz von 1968 bis 1972 seine Ausbildung bei Rudolf Serkin fort. Zugleich trat er dort als Solist und als Kammermusiker mit Mieczysław Horszowski, dem Guarneri String Quartet und dem Budapest Quartet auf. 1972 zog er nach London. Dort unterrichtete er von 1975 bis 1993 an der Guildhall School of Music and Drama, deren Junior Department of Chamber Music er von 1985 bis 1989 leitete. Unter anderem studierten hier Thomas Adès und Eglė Janulevičiūtė bei ihm. 1993 wurde er Professor für Klavier an der University of California in Santa Barbara. Von 2007 bis 2012 leitete er deren Department für Musik. Daneben gab er Meisterklassen an verschiedenen Universitäten und Musikschulen, u. a. an der McGill University, dem Royal Conservatory of Music in Toronto und an der Yehudi Menuhin School.
Als Solist trat Berkowitz mit verschiedenen kanadischen und europäischen Orchestern, darunter dem BBC Scottish Symphony Orchestra auf. Er nahm an Musikfestivals in Belgien, Dänemark, England, Schottland, Frankreich, Italien und Spanien teil und gastierte u. a. in der Wigmore Hall, der Queen Elizabeth Hall und der New Yorker Alice Tully Hall. Ab 1984 spielte er in einer Reihe von neun CDs Klavierwerke von Franz Schubert ein. Seine Aufnahme von Robert Schumanns Kreisleriana wurde von der BBC Radio Record Review als beste verfügbare Aufnahme gelobt. Die Anerkennung des BBC Music Magazine fanden auch seine drei CDs mit Klavierwerken von Johannes Brahms.